# 松山市內線
松山市內線（松山市内線），是由伊予鐵道營運的路面電車路線的統稱，連接松山市市中心的區域，當中包涵了成環狀系統的城北線、大手町線、花園線及部份城南線另外亦包括貫穿本町的本町線，以及由道後溫泉站至上一萬站的部份城南線。「松山市內線」並非伊予鐵道的官方名稱，在其官方網頁中，只以「市內電車」稱呼，「松山市內線」的稱呼只是口頭上習慣而已。

## 涵蓋路線
- 城南線
- 城北線
- 大手町線
- 花園線
- 本町線

其中，城北線全線及大手町線古町～宮田町一段，因繼承了原來道後鐵道原來的鐵道路線，後來就算改用了路面電車行駛，按《軌道法》及《鐵道事業法》，仍然視為一條鐵道路線而非軌道路線。

## 概要
松山市內線最早出現的路段為1895年，由道後鐵道建成由古町經道後溫泉通往松山一番町（即現時大街道站）的鐵道線，建成後5年，道後鐵道被伊予鐵道收購，路線編入伊予鐵道系統內，1911年，進行了改軌工程及電化，改派路面電車行駛。同年，松山電氣鐵道築建了由道後溫泉經古町往住吉（即現時松山港碼頭附近）的軌道路線，1921年，道後鐵道同樣被伊予鐵道收購，兩條路線收購後，伊予鐵道作出了統整，把重覆的路段撤去，簡化及優化路線。1960年代，日本經歷了大規模的撤電車時期，受到了汽車化的影響，不少城市紛紛把路面電車淘汰，改以巴士行駛，然而，松山市最終並沒有如大部份城市一樣跟隨去電車化，更於1969年將路面電車環狀化，將松山城的四周連接起來，此路線一直沿用至今。

## 路線資料
- 路線距離（營業距離）：9.6km
- 軌距：1067mm

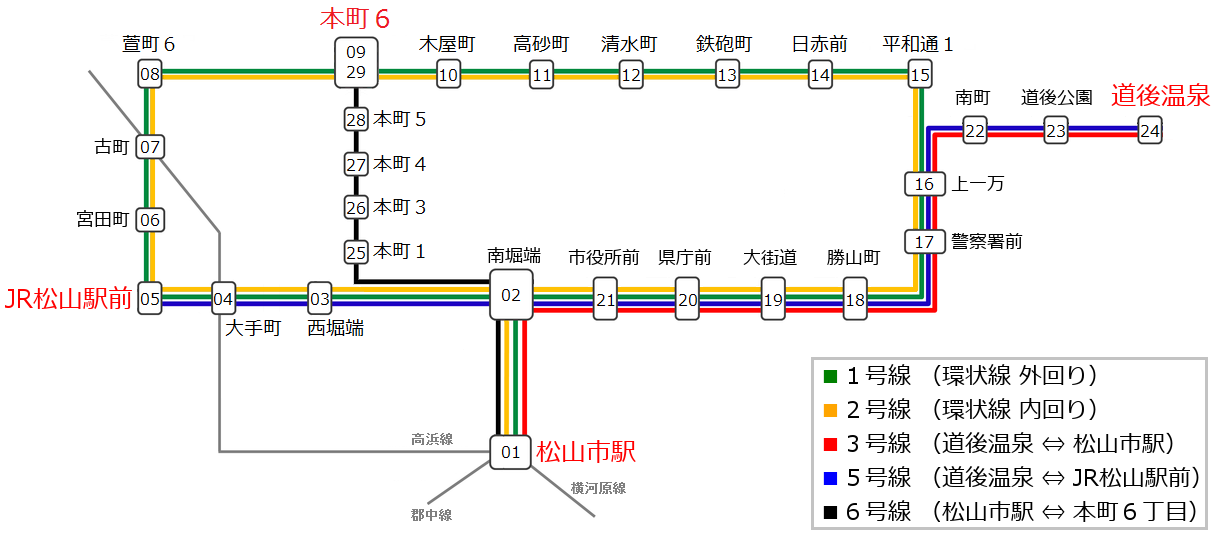
松山市內線全路線圖。

- 站數：27站（其中本町六丁目雖不具備轉乘功能，仍計算為1個車站）
- 複線區間：城南線、花園線全線；大手町線JR松山站前站～西堀端站
- 單線區間：城北線、本町線全線；大手町線古町站～西堀端站
- 電化區間：全線電化（直流600V）
- 閉塞方式：自動閉塞式
- 交換可能站：JR松山站前站、古町站、木屋町站、鐵砲町站、平和通一丁目站與上一萬站中間的城南線支線信號場

## 外部連結
- 伊予鐵道郊外電車、市內電車資訊。 （页面存档备份，存于）（日語）